# Öjasjö
Öjasjö är en sjö i Herrljunga kommun i Västergötland och ingår i Göta älvs huvudavrinningsområde. Sjön har en area på 0,0845 kvadratkilometer och ligger 236,4 meter över havet. Den 10 kilometer långa vandringsleden Fjällastigen passerar sjön.

## Delavrinningsområde
Öjasjö ingår i det delavrinningsområde (642581-133613) som SMHI kallar för Utloppet av Mollasjön. Medelhöjden är 205 meter över havet och ytan är 23,66 kvadratkilometer. Det finns inga avrinningsområden uppströms utan avrinningsområdet är högsta punkten. Nossan som avvattnar avrinningsområdet har biflödesordning 2, vilket innebär att vattnet flödar genom totalt 2 vattendrag innan det når havet efter 217 kilometer. Avrinningsområdet består mestadels av skog (65 %), öppen mark (13 %) och jordbruk (14 %). Avrinningsområdet har 0,72 kvadratkilometer vattenytor vilket ger det en sjöprocent på 3 %. Bebyggelsen i området täcker en yta av 0,69 kvadratkilometer eller 3 % av avrinningsområdet.